# Hinrich Balemann (Theologe)
Hinrich Balemann (* 29. September 1692 in Kirchwerder; † 7. November 1761 in Eutin) war ein Superintendent und Konsistorialrat.

## Leben und Wirken
Hinrich Balemann war ein Sohn des Pastors Albert Balemann (* 1. Mai 1656 in Lübeck; † 6. Oktober 1714 in Kirchwerder) und dessen Ehefrau Anna Maria, geborene Hoppe (getauft am 18. Juli 1666 in Hamburg; † 11. Oktober 1725 ebenda). Er bekam zunächst häuslichen Unterricht und besuchte von 1704 bis 1711 die Lüneburger Michaelisschule. Anschließend studierte er bis 1714 Theologie an der Universität Jena. Zu seinen Lehrern gehörten unter anderem Johann Franz Buddeus, Johann Andreas Danz, Johann Reinhard Rus und Burkhard Gotthelf Struve.
Nach einer einjährigen Pause wechselte Balemann an die Universität Kiel. Hier besuchte er Vorlesungen unter anderem von Heinrich Muhlius, zum Felde und Opitz. Anschließend arbeitete er fünf Jahre als Hauslehrer bei Wulf Jasper von Brockdorff in Osterrade und Groß Nordsee. Nach dem Examen im Dezember 1720 in Lübeck unterrichtete er als Hauslehrer den jüngsten Sohn des Eutiner Hofrats Woldenberg. Dadurch lernte er Fürstbischof Christian August kennen.
1725 wurde Balemann an der Eutiner Schlosskirche ordiniert. Anschließend folgte er einem Ruf als Reiseprediger und Beichtvater für Prinz Karl, den ältesten Sohn des Fürstbischofs. Balemann begleitete den Prinzen wenig später auf einer „Kavalierstour“ durch Europa. Die Reise endete 1727 in St. Petersburg aufgrund des Todes Prinz Karls. Baleman kehrte nach Eutin zurück und übernahm im Oktober 1727 die Stelle des Hofpredigers und Beichtvaters von Fürstbischof Adolf Friedrich. Er reiste mit ihm 1729/30 durch Nordwesteuropa. Während der Reise lebten sie ein Vierteljahr in Paris.
1732 wurde Balemann zum Kirchen- und Konsistorialrat ernannt, zwei Jahre später zum Superintendenten des Fürstentums Lübeck. Ab 1738 arbeitete er bis Lebensende auch als Hauptpastor der Eutiner Stadtkirche.

## Familie
Balemann war seit dem 29. Februar 1738 verheiratet mit Ottilia Elisabeth Woldenberg, die nach 1772 starb. Seine Ehefrau war eine Tochter seines ehemaligen Arbeitgebers Woldenberg. Das Ehepaar Balemann hatte fünf Töchter und acht Söhne, darunter den Juristen Georg Gottlob Balemann und den Pastoren Adolph Friedrich Balemann.